# Trophée de la Coupe du monde de rugby à XIII
Le trophée de la Coupe du monde de rugby à XIII est un trophée récompensant les vainqueurs de la Coupe du monde de rugby à XIII. 
Depuis la création du tournoi planétaire en 1954,  le trophée Paul Barrière est systématiquement remis, sauf pendant une période d'une vingtaine d'années, où, volé,  il fut remplacé par des trophées de substitution jusqu'à ce qu'il soit finalement retrouvé.

## Trophée Paul Barrière
Le Trophée Paul Barrière, du nom d'un joueur des pionniers (première sélection de joueurs français de l'histoire qui fit une tournée en Angleterre), et ancien président de la FFRXIII,  est le trophée officiel de la Coupe du monde de rugby à XIII. Paul Barrière fut également un des grands animateurs de la résistance dans l'Aude pendant la deuxième guerre mondiale. 
La coupe fait un poids de 25 kg, est d'une taille de 76 cm et était surmontée, dans sa version originale, d'un coq.
En mars 2016, la fédération internationale décide de nommer « Trophée Paul Barrière » la récompense de l'équipe victorieuse de la Coupe du monde en hommage au créateur de cette compétition et dirigeant de la Fédération française de rugby à XIII de 1947 à 1955. Le président de la Fédération internationale, Niger Wood, déclare à ce sujet « Paul Barrière était un leader, visionnaire de notre sport ainsi qu’un internationaliste dévoué . Sa contribution dans la création de cette compétition internationale ne pouvait pas être marquée d’une façon plus appropriée qu’en nommant le trophée en son honneur. La RLIF est reconnaissante envers la famille Barrière pour avoir consenti à nommer le trophée de la Coupe du Monde Paul Barrière ».

## Trophées provisoires de remplacement pendant sa disparition
En 1970, l'équipe d'Australie qui effectuait une série de test-matchs en Grande-Bretagne, perd le trophée. 
En effet, celui-ci est volé dans la ville de Bradford, dans l'hôtel Midland qu'occupent alors les Kangaroos, et ne sera retrouvé que vingt ans après. 
Pour réaliser un trophée de substitution, une sorte d'appel d'offre est lancée et c'est finalement la société Tiffany's qui est choisie pour en réaliser un d'une valeur de 10 000 £.

## Restauration et réutilisation du trophée Paul Barrière
Le trophée est retrouvé sans le coq qui le surmontait , dans un fossé ( ditch ) à Bingley, et il est restauré en 2000. 
Un coq est remis au sommet de la coupe, comme sur la version originale du trophée. Celui-ci est réalisé par la bijoutier Fattorini de Bradford. Il s'agit également du même bijoutier qui avait réalisé la Coupe de la Football Association, gagnée pour la première fois par l'équipe de football de la ville de Bradford en 1911. 
De plus,  pour prévenir tout futur vol, celui-ci est équipé d'un traceur GPS, signal qui peut être suivi par les internautes eux-mêmes en se rendant sur un site internet de la Coupe du monde 2021. 
Il est depuis remis à chaque vainqueur de Coupe du monde.

## Vainqueurs
- Australie - 1957,1968,1970,1975,1977, 1985-1988, 1989-1992, 1995, 2000, 2013, 2017
- Grande-Bretagne - 1954, 1960, 1972,
- Nouvelle-Zélande - 2008